# Oneya
Вања Улепић, познатији као Oneya (Београд, 17. август 1979), је српско-амерички музички продуцент и режисер. Он је оснивач продукцијске куће Басивити.

## Биографија
Вања Улепић је рођен 17. августа 1979. године у Београду. Одрастао је у родном граду, а касније је живео у неколико европских земаља. Завршио је Високу школу дизајна 1993. године, а касније и Академију ликовних уметности 1999. године. Такође је дипломирао на САЕ Институту у Њујорку 2006. године у области аудио технологије.
Онеја је 2000. године основао Басивити, хип хоп издавачку кућу, која је 2002. прерасла у дискографску кућу Басивити мјузик. Ово је прва хип хоп продукцијска кућа на територији Србије. Басивити је радио од 2000. до 2005. године и у том периоду продуцирао и објављивао албуме највећих регионалних хип хоп уметника. Међу многим наградама, Онеја је 2005. године освојио награду Порин за најбољи клупски албум за рад на албуму Но сикирики Еда Мајке.
Године 2005. Онеја се преселио у Њујорк, где се такође бавио продукцијом у склопу њујоршког огранка Басивитија (Bassivity LLC). Онеја је део музичког дуа The Ulepics са супругом Џенет Сјуел Алепик, која је написала и копродуцирала Empire State Of Mind — вишеструки добитник Гремија Џеј Зија и Алише Киз.
Када је реч о раду у америчком хип хопу, Онеја је продуцирао микстејп Harlem's American Gangster Џима Џоунса, дебитантски албум M.O.B.: The Album ByrdGang-а, албум Рика Роса под називом Hood Billionaire, као и разне продукције за Френч Монтану, Лила Дурка и Фети Вапа.
Суоснивач је и продукцијске куће Балкатон заједно са Растом 2015. године. Продуцирао је све песме и режирао све спотове за Растин албум Индиго, а такође је режирао, продуцирао или копродуцирао сваку Растину песму.

## Дискографија и видеографија
- Тилт — Volume 1
- V.I.P. — Екипа стигла, Жива истина (албум)
- Oneya — Први пут (албум)[1]
- Шорти — Умотворине (албум)
- Марчело — Дефакто (албум), Puzzle Shock
- Струка — Ипак се обрће (албум), Музика из подрума, Ноћи бугија
- Улице — Mixtape Volume 1 (албум), Volume 2
- Ајзак Нигрутин — Нигрутински речено
- Ђус — Hiphopium, Брате Минли
- Едо Мајка — Но сикирики, Стиго ћумур
- Луд — У име групе
- ТХЦФ — Thcelafamilija
- Групна терапија — Ко те шаље
- Суид — Дама која се шуња сама
- У гостима — Mixtape
- Џим Џоунс — Harlem Gangster
- Моб — The Album
- Раста — Суперстар
- One Shot — One Shot Mixtepe
- McN — Ћелија 44
- Сивило — Тамна страна среће
- Uncle Murda — First 48
- Maino — K.O.B
- Рик Рос — Hood Bilionaire
- Раста — Еуфорија
- Раста — Indigo part 1 (албум)
- Раста — Indigo part 2 (албум)

### Видео спотови
- Раста — Кавали, Балкан, Мала, Хабиби, Еуфорија, Хотел, Моја ствар, Индиго, Срећа, Ведро небо, Случајност, Кило кило, Тако добро (режисер/едитор/колорист)
- Shane Golden — Your Body (режисер/едитор/колорист)
- Cary Nokey — American Dream (режисер/едитор/колорист)

### Рекламе
- PNBA — DP
- Hampton's Sun

### Филмови
- Tapestry, са Стивеном Болдвином, филм, директор фотографије
- Saw34, кратак филм, директор фотографије и едитор